# کردمحمودلو
کردمحمودلو (به ترکی آذربایجانی: Kürdmahmudlu) یک منطقهٔ مسکونی در جمهوری آذربایجان است که در شهرستان ایمیشلی واقع شده‌است. کردمحمودلو ۱٬۱۱۸ نفر جمعیت دارد.